# Hnilčík
Hnilčík (deutsch Eisenbach, ungarisch Szepespatak – bis 1907 Kishnilec) ist eine Gemeinde im Osten der Slowakei mit 535 Einwohnern (Stand 31. Dezember 2024) und gehört zum Okres Spišská Nová Ves, einem Teil des Košický kraj sowie zur traditionellen Landschaft Zips.

## Geographie
Die Gemeinde befindet sich im Gebirge Hnilecké vrchy (Teil des Slowakischen Erzgebirges), weitgehend im Tal des Baches Železný potok, einem Zufluss von Hnilec. Das Ortszentrum liegt auf einer Höhe von 650 m n.m. und ist 18 Kilometer von Spišská Nová Ves entfernt.
Nachbargemeinden sind Spišská Nová Ves, Teplička und Markušovce im Norden, Závadka im Osten, Nálepkovo im Südosten und Hnilec im Südwesten.

## Geschichte
Die heutige Gemeinde entstand erst 1962 durch Fusionierung mehrerer Bergbauorte: den Kern bildet der Ort Hnilčík (lokal auch Dolný Hnilčík genannt), die weiteren kamen durch Ausgliederung aus anderen Gemeinden: Bindt (vorher zu Markušovce gehörend), Siedlung Hnilčík (lokal auch Horný Hnilčík genannt) mit Teilen Cechy, Furmanec, Štolvek und Zimná dolina und Siedlung Roztoky, die alle vorher im Gemeindegebiet von Spišská Nová Ves lagen.
Historisch wird das Gebiet zum ersten Mal 1315 als silva parua Guylnitz schriftlich erwähnt. Im Spätmittelalter war das Gebiet zwischen den Gut des Geschlechtes Mariassy von Markušovce und der Stadt Zipser Neudorf geteilt. In den 14. und 15. Jahrhundert war die Blütezeit der Kupfererzbergwerke, in deren Nähe kleine Siedlungen entstanden. Danach kam es zum langsamen Niedergang des Bergbaus, sodass zum Ende des 17. Jahrhunderts nur noch zwei Hammerwerke arbeiteten. Einen erneuten Aufschwung erlebte der Bergbau in der zweiten Hälfte des 18. Jahrhunderts, doch im 19. Jahrhundert begann wieder der Rückzug, der im Wesentlichen bis zur Zeit der ersten tschechoslowakischen Republik dauerte.
1787 zählte man im Ort Hnilčík 51 Häuser und 306 Einwohner und 1828 47 Häuser und 343 Einwohner, die vorwiegend im Bergbau und Forstwirtschaft beschäftigt waren.
Bis 1918 gehörte der im Komitat Zips liegende Ort zum Königreich Ungarn und kam danach zur Tschechoslowakei beziehungsweise heute Slowakei.

## Bevölkerung
| Jahr                | 1994 | 2004    | 2014    | 2024    |
| ------------------- | ---- | ------- | ------- | ------- |
| Anzahl der Personen | 490  | 520     | 547     | 535     |
| Unterschied         |      | +6,12 % | +5,19 % | −2,19 % |

| Jahr                | 2023 | 2024    |
| ------------------- | ---- | ------- |
| Anzahl der Personen | 548  | 535     |
| Unterschied         |      | −2,37 % |

Gemäß der Volkszählung 2011 wohnten in Hnilčík 543 Einwohner, davon 528 Slowaken und jeweils ein Russe, Russine, Tscheche und Ukrainer. Bei elf Einwohnern liegt keine Angabe zur Ethnie vor. 442 Einwohner bekannten sich zur römisch-katholischen Kirche, sieben Einwohner zur griechisch-katholischen Kirche, vier Einwohner zur Brüderkirche, jeweils zwei Einwohner zur evangelischen Kirche A. B. und zur orthodoxen Kirche und ein Einwohner zur evangelistischen Kirche. 53 Einwohner waren konfessionslos und bei 32 Einwohnern wurde die Konfession nicht ermittelt.
Ergebnisse der Volkszählung 2001 (487 Einwohner):
| Nach Ethnie: - 98,36 % Slowaken - 0,62 % Tschechen | Nach Konfession: - 93,02 % römisch-katholisch - 4,72 % konfessionslos - 1,23 % keine Angabe - 0,29 % griechisch-katholisch |

## Bauwerke
- römisch-katholische Kreuzerhöhungskirche im pseudoromanischen Stil aus den Jahren 1882–85